# Иммарад
Иммарад (др.-греч. Ἰμμάραδος, или Исмар, Ἴσμαρος) — персонаж древнегреческой мифологии, герой из Элевсина. Сын Евмолпа и Даиры. Во время войны элевсинцев и афинян командовал элевсинцами и был убит Эрехтеем. Гробница Иммарада — в ограде Элевсина. 